# Sertularia tenera
Sertularia tenera is een hydroïdpoliep uit de familie Sertulariidae. De poliep komt uit het geslacht Sertularia. Sertularia tenera werd in 1874 voor het eerst wetenschappelijk beschreven door Sars. 